# Svetlana Kolesnichenko
Svetlana Konstantinovna Kolesnichenko (em russo:  Светлана Константиновна Колесниченко; Gatchina, 20 de setembro de 1993) é uma nadadora sincronizada russa.

## Carreira
Kolesnichenko representou seu país nos Jogos Olímpicos de 2016, ganhando a medalha de ouro por equipes. Conquistou o título no dueto em Tóquio 2020 ao lado de Svetlana Romashina.